# Rožná
Rožná település Csehországban, a Žďár nad Sázavou-i járásban. Lakosainak száma 811 fő (2024. január 1.).

## Fekvése
Rožná Věchnov, Milasín, Rodkov, Blažkov, Bystřice nad Pernštejnem, Dolní Rožínka, Horní Rožínka és Věžná településekkel határos.

## Népesség
A település lakosságának változását az alábbi diagram mutatja:
| Lakosok száma | 849  | 877  | 869  | 808  | 735  | 737  | 782  | 789  | 801  | 811  |
|               | 1869 | 1890 | 1921 | 1950 | 1980 | 2001 | 2017 | 2019 | 2022 | 2024 |